# Banc Condal
Banc Condal és una obra de Lleida protegida com a bé cultural d'interès local.

## Descripció
Edifici entre mitgeres, amb façana a dos carrers oposats a Blondel de tractament escultòric. Els porxos queden revaloritzats amb tractament d'enteixinat al sostre i vidre a la planta baixa. Diferents elements ornamentals es superposen a les obertures, que predominen sobre el mur.
Un afegit superior, actualment inexistent, anunciava la propietat de l'edifici per l'entitat bancària.

## Història
De la seva estructura inicial va conservar-se, després d'ésser remodelada totalment al 1974, la façana modernista de l'avinguda Blondel. Els autors de la remodelació foren els arquitectes Sabater, Domènech i Puig. Posteriorment l'edifici s'adaptarà per acollir serveis tècnics i altres oficines municipals. Entre els anys 2006-2008 l'empresa BR29 Arquitectes va portar a terme la restauració de la façana modernista de Av. Blondel.